# JPMorgan Chase
JPMorgan Chase & Co. je jedna z nejstarších firem na světě poskytující finanční služby. Zaměřuje se především na investiční bankovnictví, finanční služby pro spotřebitele, drobné a obchodní bankovnictví, zpracování finančních transakcí, správu majetku a investice do soukromých podniků výměnou za podíl na jejich základním jmění. Je součástí burzovního indexu Dow Jones Industrial Average.
Firma má ústředí v New Yorku. Na začátku ekonomické krize se dostala na konci léta 2008 do popředí zájmu médií; od té doby dokázala zhodnotit svá celková aktiva. Její majetek se dohaduje na 2,439 bilionů dolarů a ke dni 30. června 2013 byla JPMorgan Chase největším bankovním holdingem v USA.

## Historie akvizic
Toto je přehled hlavních fúzí a akvizic JPMorgan Chase, který též ukazuje historické předchůdce této společnosti.
|  | The Chemical Bank of New York (založeno 1823)         |
|  |                                                       |
|  | Citizens National Bank (založeno 1851, převzato 1920) |
|  |                                                       |
|  | Corn Exchange Bank (založeno 1852, převzato 1954)     |
|  |                                                       |
|  | New York Trust Company (převzato 1959)                |
|  |                                                       |
|  | Texas Commerce Bank (založeno 1866, převzato 1986)    |
|  |                                                       |

|  | Manufacturers Trust Company (založeno 1905) |
|  |                                             |
|  | Hanover Bank (založeno 1873)                |
|  |                                             |

|  | The Chemical Bank of New York (založeno 1823)         |
|  |                                                       |
|  | Citizens National Bank (založeno 1851, převzato 1920) |
|  |                                                       |
|  | Corn Exchange Bank (založeno 1852, převzato 1954)     |
|  |                                                       |
|  | New York Trust Company (převzato 1959)                |
|  |                                                       |
|  | Texas Commerce Bank (založeno 1866, převzato 1986)    |
|  |                                                       |

|  | Manufacturers Trust Company (založeno 1905) |
|  |                                             |
|  | Hanover Bank (založeno 1873)                |
|  |                                             |

|  | Bank of the Manhattan Company (založeno 1799)               |
|  |                                                             |
|  | Chase National Bank of the City of New York (založeno 1877) |
|  |                                                             |

|  | The Chemical Bank of New York (založeno 1823)         |
|  |                                                       |
|  | Citizens National Bank (založeno 1851, převzato 1920) |
|  |                                                       |
|  | Corn Exchange Bank (založeno 1852, převzato 1954)     |
|  |                                                       |
|  | New York Trust Company (převzato 1959)                |
|  |                                                       |
|  | Texas Commerce Bank (založeno 1866, převzato 1986)    |
|  |                                                       |

|  | Manufacturers Trust Company (založeno 1905) |
|  |                                             |
|  | Hanover Bank (založeno 1873)                |
|  |                                             |

|  | The Chemical Bank of New York (založeno 1823)         |
|  |                                                       |
|  | Citizens National Bank (založeno 1851, převzato 1920) |
|  |                                                       |
|  | Corn Exchange Bank (založeno 1852, převzato 1954)     |
|  |                                                       |
|  | New York Trust Company (převzato 1959)                |
|  |                                                       |
|  | Texas Commerce Bank (založeno 1866, převzato 1986)    |
|  |                                                       |

|  | Manufacturers Trust Company (založeno 1905) |
|  |                                             |
|  | Hanover Bank (založeno 1873)                |
|  |                                             |

|  | Bank of the Manhattan Company (založeno 1799)               |
|  |                                                             |
|  | Chase National Bank of the City of New York (založeno 1877) |
|  |                                                             |

|  | Guaranty Trust Company of New York (založeno 1866)        |
|  |                                                           |
|  | J.P. Morgan & Co. ("The House of Morgan") (založeno 1895) |
|  |                                                           |

|  | The Chemical Bank of New York (založeno 1823)         |
|  |                                                       |
|  | Citizens National Bank (založeno 1851, převzato 1920) |
|  |                                                       |
|  | Corn Exchange Bank (založeno 1852, převzato 1954)     |
|  |                                                       |
|  | New York Trust Company (převzato 1959)                |
|  |                                                       |
|  | Texas Commerce Bank (založeno 1866, převzato 1986)    |
|  |                                                       |

|  | Manufacturers Trust Company (založeno 1905) |
|  |                                             |
|  | Hanover Bank (založeno 1873)                |
|  |                                             |

|  | The Chemical Bank of New York (založeno 1823)         |
|  |                                                       |
|  | Citizens National Bank (založeno 1851, převzato 1920) |
|  |                                                       |
|  | Corn Exchange Bank (založeno 1852, převzato 1954)     |
|  |                                                       |
|  | New York Trust Company (převzato 1959)                |
|  |                                                       |
|  | Texas Commerce Bank (založeno 1866, převzato 1986)    |
|  |                                                       |

|  | Manufacturers Trust Company (založeno 1905) |
|  |                                             |
|  | Hanover Bank (založeno 1873)                |
|  |                                             |

|  | Bank of the Manhattan Company (založeno 1799)               |
|  |                                                             |
|  | Chase National Bank of the City of New York (založeno 1877) |
|  |                                                             |

|  | The Chemical Bank of New York (založeno 1823)         |
|  |                                                       |
|  | Citizens National Bank (založeno 1851, převzato 1920) |
|  |                                                       |
|  | Corn Exchange Bank (založeno 1852, převzato 1954)     |
|  |                                                       |
|  | New York Trust Company (převzato 1959)                |
|  |                                                       |
|  | Texas Commerce Bank (založeno 1866, převzato 1986)    |
|  |                                                       |

|  | Manufacturers Trust Company (založeno 1905) |
|  |                                             |
|  | Hanover Bank (založeno 1873)                |
|  |                                             |

|  | The Chemical Bank of New York (založeno 1823)         |
|  |                                                       |
|  | Citizens National Bank (založeno 1851, převzato 1920) |
|  |                                                       |
|  | Corn Exchange Bank (založeno 1852, převzato 1954)     |
|  |                                                       |
|  | New York Trust Company (převzato 1959)                |
|  |                                                       |
|  | Texas Commerce Bank (založeno 1866, převzato 1986)    |
|  |                                                       |

|  | Manufacturers Trust Company (založeno 1905) |
|  |                                             |
|  | Hanover Bank (založeno 1873)                |
|  |                                             |

|  | Bank of the Manhattan Company (založeno 1799)               |
|  |                                                             |
|  | Chase National Bank of the City of New York (založeno 1877) |
|  |                                                             |

|  | Guaranty Trust Company of New York (založeno 1866)        |
|  |                                                           |
|  | J.P. Morgan & Co. ("The House of Morgan") (založeno 1895) |
|  |                                                           |

|  | City National Bank & Trust Company |
|  |                                    |
|  | Farmers Saving & Trust Company     |
|  |                                    |

|  | First Chicago Corp. (založeno 1863)                           |
|  |                                                               |
|  | NBD Bancorp. (dříve National Bank of Detroit) (založeno 1933) |
|  |                                                               |

|  | City National Bank & Trust Company |
|  |                                    |
|  | Farmers Saving & Trust Company     |
|  |                                    |

|  | First Chicago Corp. (založeno 1863)                           |
|  |                                                               |
|  | NBD Bancorp. (dříve National Bank of Detroit) (založeno 1933) |
|  |                                                               |

|  | Washington Mutual (založeno 1889)    |
|  |                                      |
|  | Providian Financial (převzato 2005)  |
|  |                                      |
|  | Great Western Bank (převzato 1997)   |
|  |                                      |
|  | Bank United of Texas (převzato 2001) |
|  |                                      |

|  | The Chemical Bank of New York (založeno 1823)         |
|  |                                                       |
|  | Citizens National Bank (založeno 1851, převzato 1920) |
|  |                                                       |
|  | Corn Exchange Bank (založeno 1852, převzato 1954)     |
|  |                                                       |
|  | New York Trust Company (převzato 1959)                |
|  |                                                       |
|  | Texas Commerce Bank (založeno 1866, převzato 1986)    |
|  |                                                       |

|  | Manufacturers Trust Company (založeno 1905) |
|  |                                             |
|  | Hanover Bank (založeno 1873)                |
|  |                                             |

|  | The Chemical Bank of New York (založeno 1823)         |
|  |                                                       |
|  | Citizens National Bank (založeno 1851, převzato 1920) |
|  |                                                       |
|  | Corn Exchange Bank (založeno 1852, převzato 1954)     |
|  |                                                       |
|  | New York Trust Company (převzato 1959)                |
|  |                                                       |
|  | Texas Commerce Bank (založeno 1866, převzato 1986)    |
|  |                                                       |

|  | Manufacturers Trust Company (založeno 1905) |
|  |                                             |
|  | Hanover Bank (založeno 1873)                |
|  |                                             |

|  | Bank of the Manhattan Company (založeno 1799)               |
|  |                                                             |
|  | Chase National Bank of the City of New York (založeno 1877) |
|  |                                                             |

|  | The Chemical Bank of New York (založeno 1823)         |
|  |                                                       |
|  | Citizens National Bank (založeno 1851, převzato 1920) |
|  |                                                       |
|  | Corn Exchange Bank (založeno 1852, převzato 1954)     |
|  |                                                       |
|  | New York Trust Company (převzato 1959)                |
|  |                                                       |
|  | Texas Commerce Bank (založeno 1866, převzato 1986)    |
|  |                                                       |

|  | Manufacturers Trust Company (založeno 1905) |
|  |                                             |
|  | Hanover Bank (založeno 1873)                |
|  |                                             |

|  | The Chemical Bank of New York (založeno 1823)         |
|  |                                                       |
|  | Citizens National Bank (založeno 1851, převzato 1920) |
|  |                                                       |
|  | Corn Exchange Bank (založeno 1852, převzato 1954)     |
|  |                                                       |
|  | New York Trust Company (převzato 1959)                |
|  |                                                       |
|  | Texas Commerce Bank (založeno 1866, převzato 1986)    |
|  |                                                       |

|  | Manufacturers Trust Company (založeno 1905) |
|  |                                             |
|  | Hanover Bank (založeno 1873)                |
|  |                                             |

|  | Bank of the Manhattan Company (založeno 1799)               |
|  |                                                             |
|  | Chase National Bank of the City of New York (založeno 1877) |
|  |                                                             |

|  | Guaranty Trust Company of New York (založeno 1866)        |
|  |                                                           |
|  | J.P. Morgan & Co. ("The House of Morgan") (založeno 1895) |
|  |                                                           |

|  | The Chemical Bank of New York (založeno 1823)         |
|  |                                                       |
|  | Citizens National Bank (založeno 1851, převzato 1920) |
|  |                                                       |
|  | Corn Exchange Bank (založeno 1852, převzato 1954)     |
|  |                                                       |
|  | New York Trust Company (převzato 1959)                |
|  |                                                       |
|  | Texas Commerce Bank (založeno 1866, převzato 1986)    |
|  |                                                       |

|  | Manufacturers Trust Company (založeno 1905) |
|  |                                             |
|  | Hanover Bank (založeno 1873)                |
|  |                                             |

|  | The Chemical Bank of New York (založeno 1823)         |
|  |                                                       |
|  | Citizens National Bank (založeno 1851, převzato 1920) |
|  |                                                       |
|  | Corn Exchange Bank (založeno 1852, převzato 1954)     |
|  |                                                       |
|  | New York Trust Company (převzato 1959)                |
|  |                                                       |
|  | Texas Commerce Bank (založeno 1866, převzato 1986)    |
|  |                                                       |

|  | Manufacturers Trust Company (založeno 1905) |
|  |                                             |
|  | Hanover Bank (založeno 1873)                |
|  |                                             |

|  | Bank of the Manhattan Company (založeno 1799)               |
|  |                                                             |
|  | Chase National Bank of the City of New York (založeno 1877) |
|  |                                                             |

|  | The Chemical Bank of New York (založeno 1823)         |
|  |                                                       |
|  | Citizens National Bank (založeno 1851, převzato 1920) |
|  |                                                       |
|  | Corn Exchange Bank (založeno 1852, převzato 1954)     |
|  |                                                       |
|  | New York Trust Company (převzato 1959)                |
|  |                                                       |
|  | Texas Commerce Bank (založeno 1866, převzato 1986)    |
|  |                                                       |

|  | Manufacturers Trust Company (založeno 1905) |
|  |                                             |
|  | Hanover Bank (založeno 1873)                |
|  |                                             |

|  | The Chemical Bank of New York (založeno 1823)         |
|  |                                                       |
|  | Citizens National Bank (založeno 1851, převzato 1920) |
|  |                                                       |
|  | Corn Exchange Bank (založeno 1852, převzato 1954)     |
|  |                                                       |
|  | New York Trust Company (převzato 1959)                |
|  |                                                       |
|  | Texas Commerce Bank (založeno 1866, převzato 1986)    |
|  |                                                       |

|  | Manufacturers Trust Company (založeno 1905) |
|  |                                             |
|  | Hanover Bank (založeno 1873)                |
|  |                                             |

|  | Bank of the Manhattan Company (založeno 1799)               |
|  |                                                             |
|  | Chase National Bank of the City of New York (založeno 1877) |
|  |                                                             |

|  | Guaranty Trust Company of New York (založeno 1866)        |
|  |                                                           |
|  | J.P. Morgan & Co. ("The House of Morgan") (založeno 1895) |
|  |                                                           |

|  | City National Bank & Trust Company |
|  |                                    |
|  | Farmers Saving & Trust Company     |
|  |                                    |

|  | First Chicago Corp. (založeno 1863)                           |
|  |                                                               |
|  | NBD Bancorp. (dříve National Bank of Detroit) (založeno 1933) |
|  |                                                               |

|  | City National Bank & Trust Company |
|  |                                    |
|  | Farmers Saving & Trust Company     |
|  |                                    |

|  | First Chicago Corp. (založeno 1863)                           |
|  |                                                               |
|  | NBD Bancorp. (dříve National Bank of Detroit) (založeno 1933) |
|  |                                                               |

|  | Washington Mutual (založeno 1889)    |
|  |                                      |
|  | Providian Financial (převzato 2005)  |
|  |                                      |
|  | Great Western Bank (převzato 1997)   |
|  |                                      |
|  | Bank United of Texas (převzato 2001) |
|  |                                      |